# الغنادة
الغنادة هي مدينة تونسية تقع في ولاية المنستير.

تكوّن بلدية يقطنها 597 4 نسمة حسب التعداد الرسمي في 2004. وتنتمي إداريا لمعتمدية بني حسان.